# MF Doom
Даниъл Ду̀миле (на английски: Daniel Dumile), по-известен с псевдонима си MF DOOM, е английски хип-хоп артист и музикален продуцент.

## Биография
Роден е през 1971 в Лондон, баща му е от Зимбабве, майка му от Тринидад и Тобаго. Когато е юноша, семейството му се мести в Лонг Айлънд, Ню Йорк, но няма американско граждаство. Най-разпознаваема е неговата сценична персона на „злодей“, неговите текстове, стил на рапиране и най-вече маската му, заимствана от комикса Доктор Дуум. През своята кариера рапърът използва много псевдоними, най-често MF DOOM. Има множество проекти с други изпълнители – Madvillain (с Madlib), Danger Doom (с Danger Mouse), Doomstarks (с Ghostface Killah), JJ Doom (с Jneiro Jarel), и NehruvianDoom (с Bishop Nehru).

## Музикална кариера

### 1988 – 1993
Под името Zev Love X той създава хип-хоп колектива KMD с по-малкия си брат DJ Subroc през 1988. Те подписват договор със звукозаписната компания Elektra Records и пускат албума Mr. Hood (1991). Малко преди издаването на втория им албум Black Bastards през 1993, DJ Subroc е блъснат от кола след опит да пресече магистрала в Насау, Ню Йорк. Същата седмица са уволнени от Elektra, а албумът е неуспешен, главно заради спорен избор за обложка – черно дете от комикс на бесилка. Думиле преживява тежко смъртта на брат си и се оттегля от хип-хоп сцената от 1994 до 1997. По това време е почти бездомен, броди улиците и спи по пейки в Манхатън. В края на 90-те се мести от Ню Йорк в Атланта, където се „възстановява от раните си и планира отмъщение за индустрията, която го е деформирала“.

### 1997 – 2001
През 1997 Думиле започва да прави фрийстайл на отворени състезания в Манхатън, като крие лицето си с женски чорапогащи. Междувременно създава новата си идентичност – MF DOOM. На 20 април 1999 пуска дебютния си албум – Operation: Doomsday. Оттогава никога не се появява публично без култовата маска, която е подобна на използваната във филма „Гладиатор“. Под псевдонима King Gheedorah участва в колектива Monsta Island Czars. Междувременно участва и в колаборации с Prince Paul, Kurious, Phofo и други. Думиле продуцира всички инструментали към соловата си музика, с много малки изключения. През 2001 пуска първото издание от инструменталните си албуми Special Herbs.

### 2002 – 2004
През 2003 под името King Gheedorah издава албума Take Me To Your Leader. Той включва семплиране от стари филми и телевизионни предавания, техника която впоследствие прилага в много музикални начинания. В късната 2003 пуска LP – Vaudeville Villain под нов псевдоним – Viktor Vaughn (друг участник в комикса Доктор Дуум). Следващата година пуска Venomous Villain и Mm...Food, като втория достига 17-о място в класацията на Билборд за независими албуми. Също през 2004 идва първият му комерсиален успех – Madvillainy, съвместен проект с Madlib, издаден от Stones Throw Records. Албумът получава заслужена слава и похвали от критици и други изпълнители. Списание Ролинг Стоун, Вашингтон Поуст, Ню Йорк Таймс, Ню Йоркър и Спин публикуват възхваляващи статии за хип-хоп плочата.

### 2005 – 2009
Въпреки че остава независим артист, MF DOOM прави голяма крачка към популярната музика с The Mouse and the Mask – колаборация между него и DJ Danger Mouse наречена Danger Doom. Пуснат през 2005 съвместно с Adult Swim, албумът достига до 41-во място на Билборд топ 200. В същата година MF DOOM участва в песента на Горилас November Has Come. Междувременно работи с Ghostface Killah и отново с Madlib. През 2006 издава две EP-та под името Danger Doom – Occult Hymn и Old School EP. Между средата на 2006 и 2009 Думиле не издава музика. През 2009 пуска соловия албум Born Like This, който дебютира под номер 52 в Билборд топ 200. Името на плочата е взето от поема на Чарлз Буковски.

### 2010 –
В началото на 2010 пуска Gazzillion Ear EP, като заедно с него прави първото си участие извън Северна Америка. На 5 март 2010 DOOM представя музиката си в Лондон, а последствие има съвместни концерти в Европа с Горилас и Портисхед. След края на европейското турне прави опит да се завърне в САЩ, но след множество правни проблеми Думиле заявява, че „това е краят между него и Щатите“. Той се установява в Обединеното кралство и започва да записва албум с колегата си от лейбъла Lex – Jneiro Janel. Двамата се наричат JJ DOOM. Август 2012 те пускат общия си албум, наречен Key to the Kuffs. Той включва гостуващи изпълнители като Деймън Олбърн, Бет Гибънс и други. През 2013 участва в съвместна песен с Earl Sweatshirt, Thundercat и Bishop Nehru. С последния издават общ албум през 2014 кръстен NehruvianDoom. В края на същата година заедно с Flying Lotus прави песен за видеоиграта Grand Theft Auto V и обявява общ проект с Ghostface Killah, който все още не е издаден.

## Дискография

### Солови албуми
- 1999: Operation: Doomsday
- 2003: Take Me to Your Leader (като King Geedorah)
- 2003: Vaudeville Villain (като Viktor Vaughn)
- 2004: Venomous Villain (като Viktor Vaughn)
- 2004: Mm.. Food
- 2009: Born Like This (като DOOM)

### Албуми на живо
- 2005: Live from Planet X
- 2010: Expektoration

### Компилационни
- 2004: Special Blends Volume 1 & 2|Special Blends 1+2
- 2006: Special Herbs: The Box Set Vol. 0 – 9
- 2009: Unexpected Guests

### Колаборационни албуми
- 1991: Mr. Hood (като Zev Love X с KMD)
- 1993: Black Bastards (като Zev Love X с KMD)
- 2003: Escape from Monsta Island! (като King Geedorah с Monsta Island Czars)
- 2004: Special Herbs and Spices Volume 1 (с MF Grimm)
- 2004: Madvillainy (с Madlib като Madvillain)
- 2005: The Mouse and the Mask (с Danger Mouse като Danger Doom)
- 2008: Madvillainy 2|Madvillainy 2: The Madlib Remix (с Madlib като Madvillain)
- 2008: Who is this Man? (с John Robinson)
- 2012: MA Doom: Son of Yvonne|Son of Yvonne (с Masta Ace като MA_DOOM)
- 2012: Key to the Kuffs (с Jneiro Jarel като JJ DOOM)
- 2014: NehruvianDoom (с Bishop Nehru като NehruvianDOOM)

### EP
- 2000: MF EP (с MF Grimm)
- 2006: Occult Hymn (с Danger Mouse като Danger Doom)
- 2008: MF Doom & Trunks Presents Unicron (с Trunks)

### Инструментални албуми
- 2001: Special Herbs, Vol. 1
- 2002: Special Herbs, Vol. 2
- 2002: Special Herbs, Vol. 3
- 2003: Special Herbs, Vol. 4
- 2003: Special Herbs, Vols. 4, 5 & 6

- 2004: Special Herbs, Vols. 7 & 8
- 2005: Special Herbs, Vols. 9 & 0